# Koroljov (Moskovska oblast, Rusija)
Koroljov (ruski: Королёв) je industrijski gradić u blizini Moskve, u Moskovskoj oblasti, u Rusiji, na 55°55′N 37°51′E / 55.917°N 37.850°E.
Vrlo je poznat kao kolijevka svemirskih istraživanja. 
Izvorno je bio utemeljen kao Kalinjingrad (Moskovska oblast) od strane znanstvenika i akademika Sergeja Koroljova za konsolidirati djelatnosti brojnog osoblja svemirskog istraživačkog programa.
Danas je Koroljov jedan od najvećih gradova u Moskovskoj regiji. Glavni gospodarski subjekt u gradu je raketni i svemirski kompleks Energija, ali ima i nekoliko drugih vrsta industrija u Koroljovu.
Ovaj grad ulazi u Blisko Podmoskovlje.